# Traugott Faber
Karl Gottfried Traugott Faber (Dresda, 10 novembre 1786 – Dresda, 27 luglio 1863) è stato un pittore, incisore e litografo tedesco.

## Biografia
Nel 1801 Traugott Faber divenne studente dell'Accademia d'arte di Dresda, dove suo insegnante fu Carl Christian Fechhelm. Dal 1804 al 1814 lavorò nello studio del paesaggista Johann Christian Klengel. In seguito, a Dresda,  fu insegnante per lezioni di disegno. Nel 1820 divenne insegnante all'Accademia di Dresda. Tra i suoi studenti vi fu anche il ritrattista e grafico Ferdinand von Rayski.